# Паркент
Парке́нт (узб. Parkent / Паркент) — город (с 1984 года), административный центр Паркентского района Ташкентской области Узбекистана. 
В городе находится гелиокомплекс «Солнце», который является самой большой солнечной печью в мире по площади зеркальной поверхности.

## География
Город расположен в 47 км северо-восточнее Ташкента. Его местоположение можно посмотреть на приведенной здесь карте Ташкентской области (вилоята).

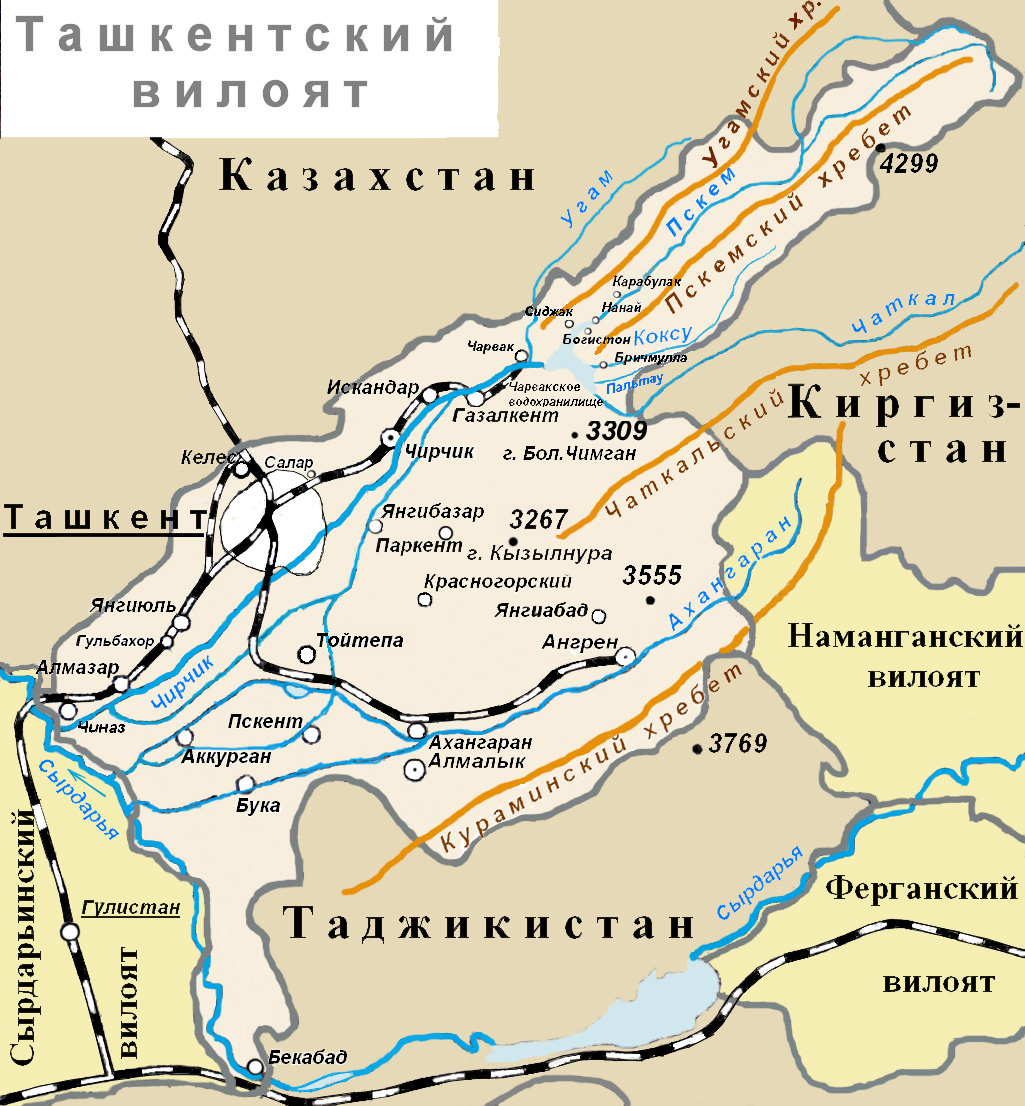
Карта — схема Ташкентской области (вилоята)

## Население
По состоянию на 1991 год в нём проживало 34 000 человек.

## Промышленность
Имеются предприятия лёгкой (текстильная, швейная) и пищевой промышленности.

## Достопримечательности
Рядом с городом расположено несколько домов отдыха: Кумышкан, Сумча и Сукок. Также недалеко от Паркента находится подразделение Физико-технического института АН Узбекистана и технический комплекс — солнечный концентратор для использования сконцентрированной с помощью специальных зеркал энергии солнца для различных прикладных целей — изготовления тугоплавких сплавов и т. п.

## История
Летом 1989 года в Паркенте происходили межнациональные волнения. И к тому моменту недавно избранный первый секретарь компартии Узбекской ССР, а впоследствии первый президент независимого Узбекистана Ислам Каримов лично выступил перед толпой возбуждённых демонстрантов с требованием разойтись.